# 河南广播电视台古典音乐广播
河南广播电视台古典音乐广播，简称天籁936，是河南广播电视台的一套广播频率。该频率于2015年8月正式开播，以播放古典音乐为主，全天24小时播音，目前覆盖郑州及其周边地区。
该频率于2019年6月中下旬起终止在调频93.6 MHz上传输，转为网络广播，听众可以通过互联网收听该频率。